# Traité d'amitié et de commerce entre la France et le Japon

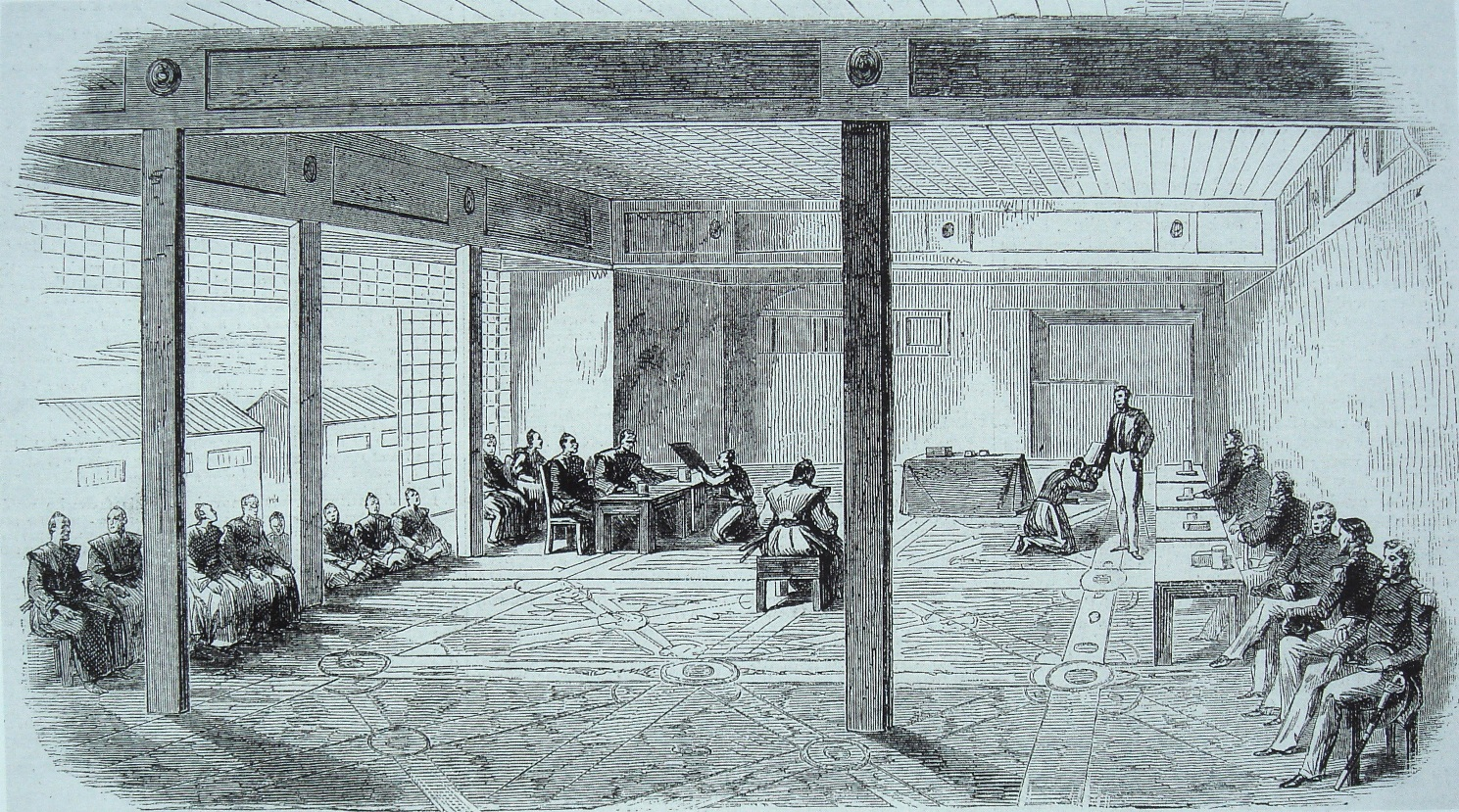
Signature du premier traité franco-japonais en 1858 à Edo.

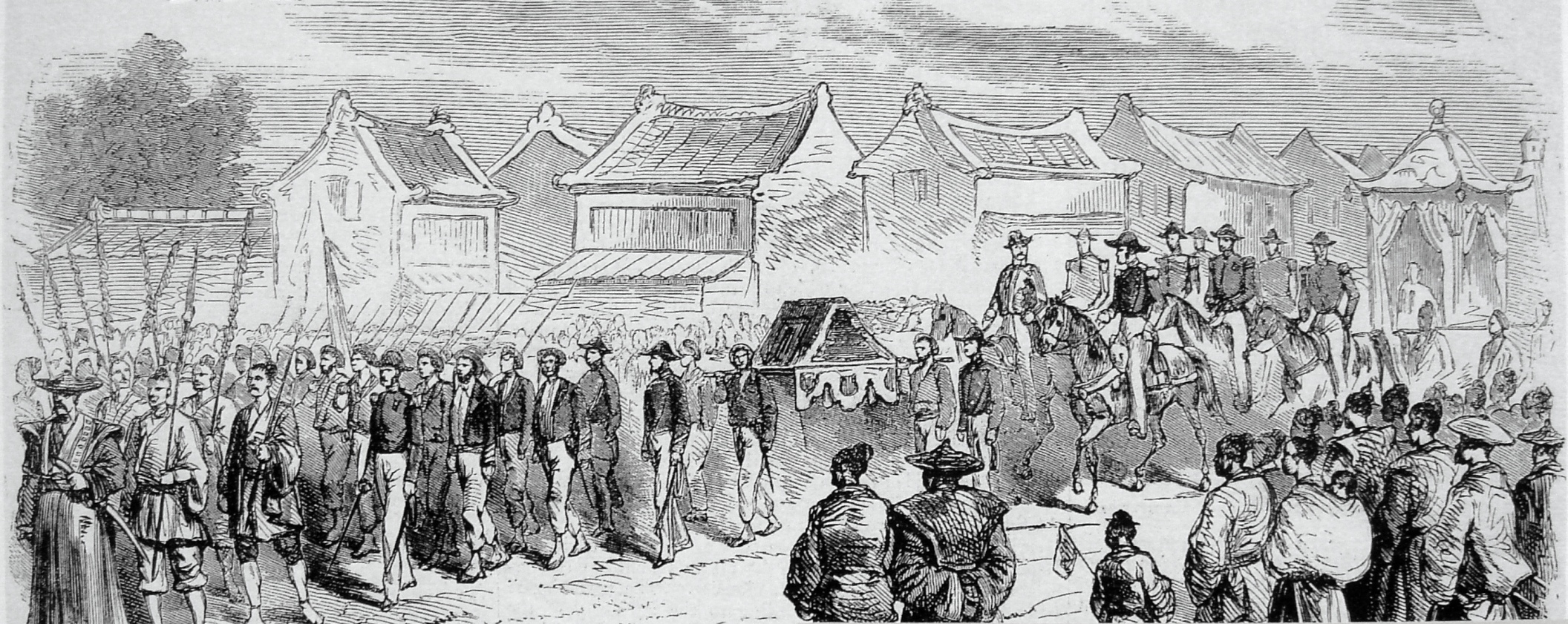
Duchesne de Bellecourt apporte au shogun le traité franco-japonais ratifié, 4 février 1860.

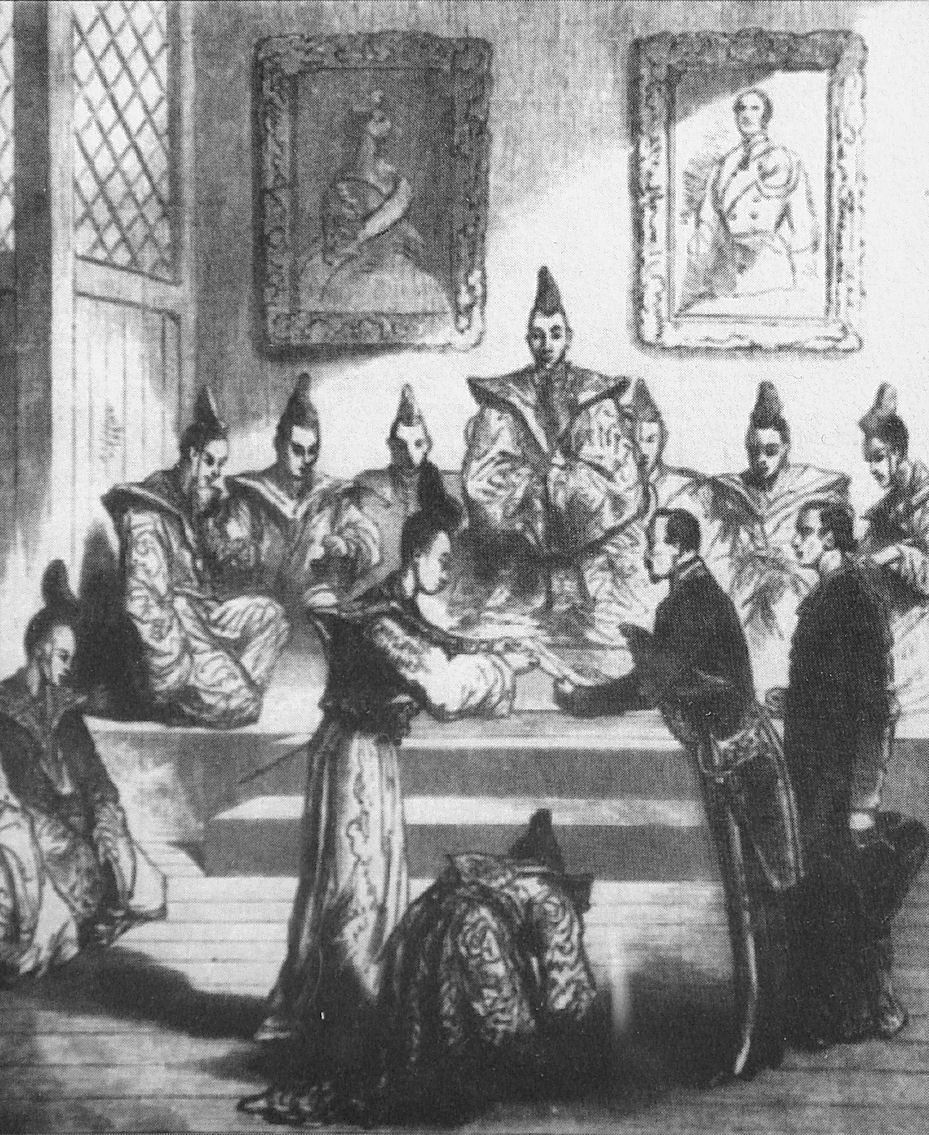
Duchesne de Bellecourt remet le traité ratifié d'amitié et de commerce entre la France et le Japon au shogun en 1860. Il est accompagné du père Mermet-Cachon.

Le traité d'amitié et de commerce entre la France et le Japon (日仏修好通商条約, Nichifutsu shūkō tsūshō jōyaku) est un traité signé à Edo le 9 octobre 1858 par Jean-Baptiste Louis Gros, le commandant de l'expédition française en Chine, assisté de Charles de Chassiron et Alfred de Moges.

## Description
Le traité officialise l'ouverture des relations diplomatiques entre les deux pays. Il est signé à la suite de la signature du traité Harris entre les États-Unis et le Japon. La France, l'Empire russe, le Royaume-Uni et les Pays-Bas suivent rapidement l'exemple des États-Unis : le Japon est contraint d'appliquer aux autres nations les conditions accordées aux États-Unis en vertu de la disposition appelée « clause de la nation la plus favorisée ». Ces traités de 1858 avec les cinq nations sont désignées collectivement comme les « traités Ansei ». 
Les points les plus importants de ces « traités inégaux » sont :
- échange d'agents diplomatiques ;
- ouverture des ports d'Edo, de Kōbe, de Nagasaki, de Niigata et de Yokohama au commerce étranger ;
- possibilité pour les citoyens étrangers de vivre et de commercer à volonté dans ces ports (seul le commerce de l'opium est interdit) ;
- un système d'extraterritorialité prévoit l'assujettissement des résidents étrangers aux lois de leurs juridictions consulaires propres au lieu du système de loi japonais ;
- faibles droits fixes import-export, sous contrôle international, privant ainsi le gouvernement japonais du contrôle sur le commerce extérieur et sur la protection des industries nationales (le taux descendra jusqu'à 5 % dans les années 1860).

En 1859, Gustave Duchesne de Bellecourt arrive et devient le premier représentant français au Japon,. Cette année-là, un consulat français est ouvert au Saikai-ji, à Mita, Edo, un consulat américain au Zenpuku-ji et un consulat britannique au Tōzen-ji.
Le traité ratifié est apporté au shogun par Duchesne de Bellecourt, le 4 février 1860.